# ایستگاه راه‌آهن بافق
ایستگاه راه‌آهن بافق یک ایستگاه راه‌آهن در شهر بافق، ایران است.
این ایستگاه در سال ۱۳۵۰ در مسیر خط کاشان-بافق–زرند تأسیس شده و امروزه در مسیر راه‌آهن تهران-کرمان، تهران-بندرعباس، تهران-زاهدان و بافق–مشهد قرار دارد.

## نگارخانه

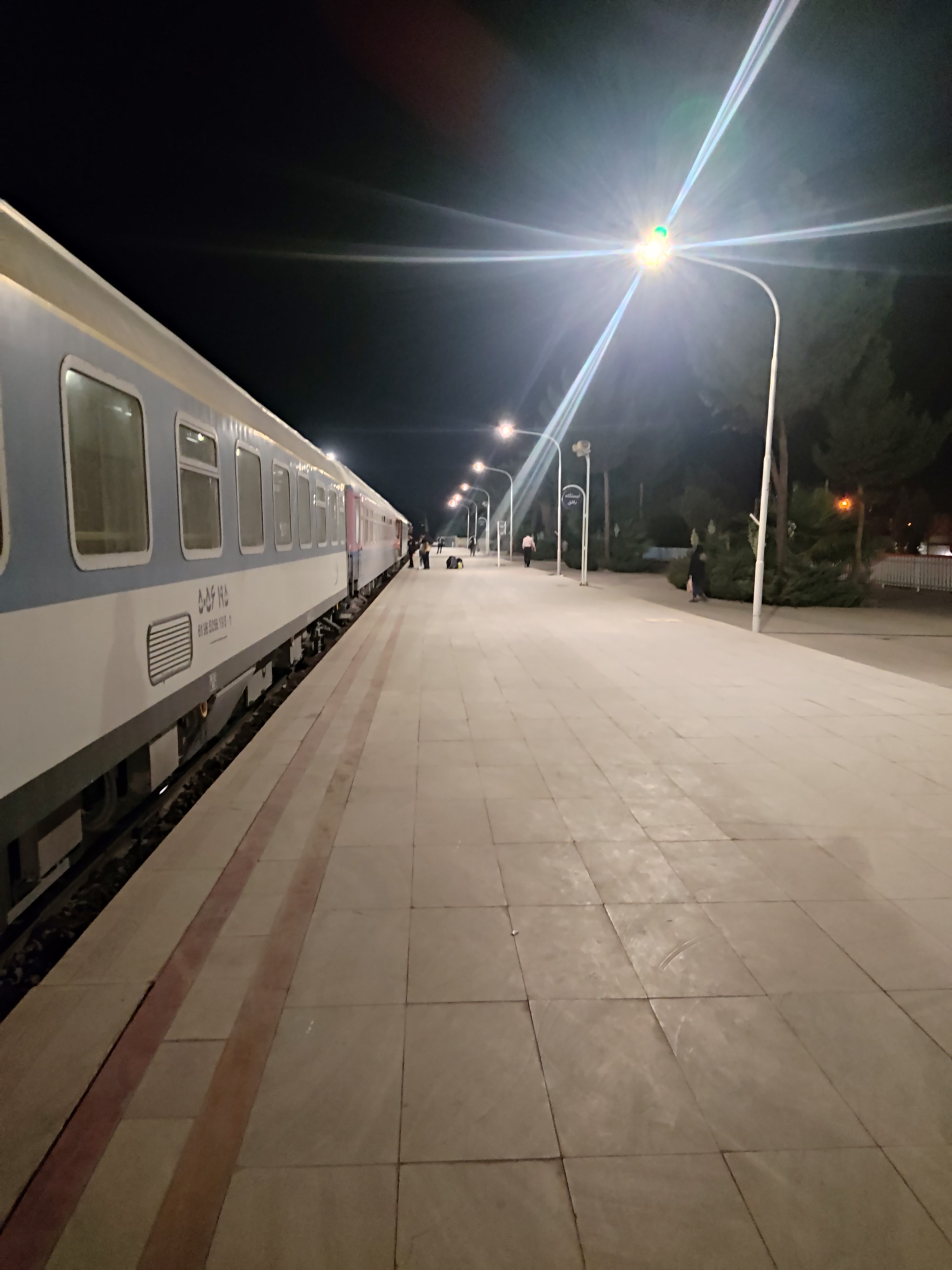
سکو ایستگاه
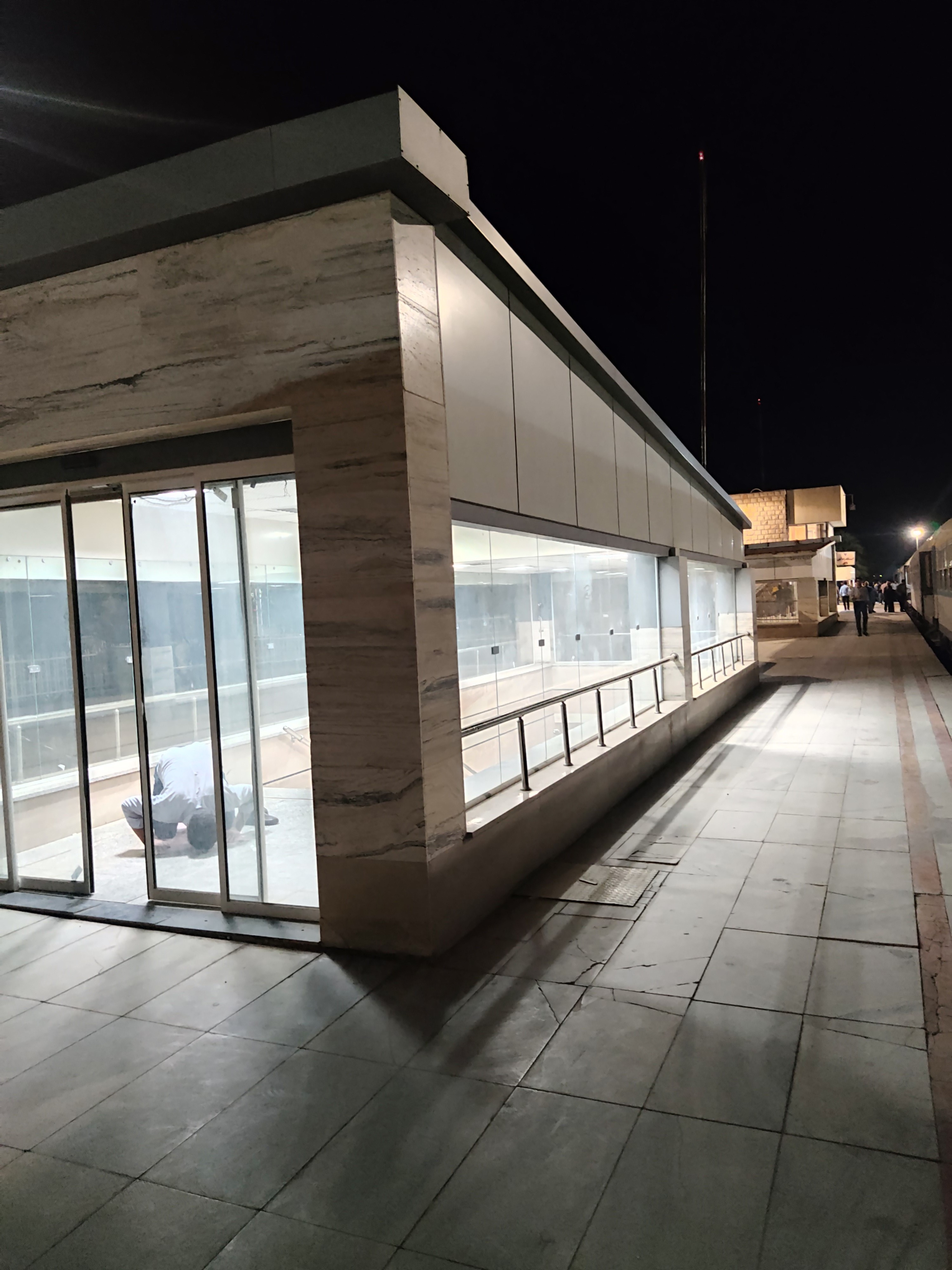
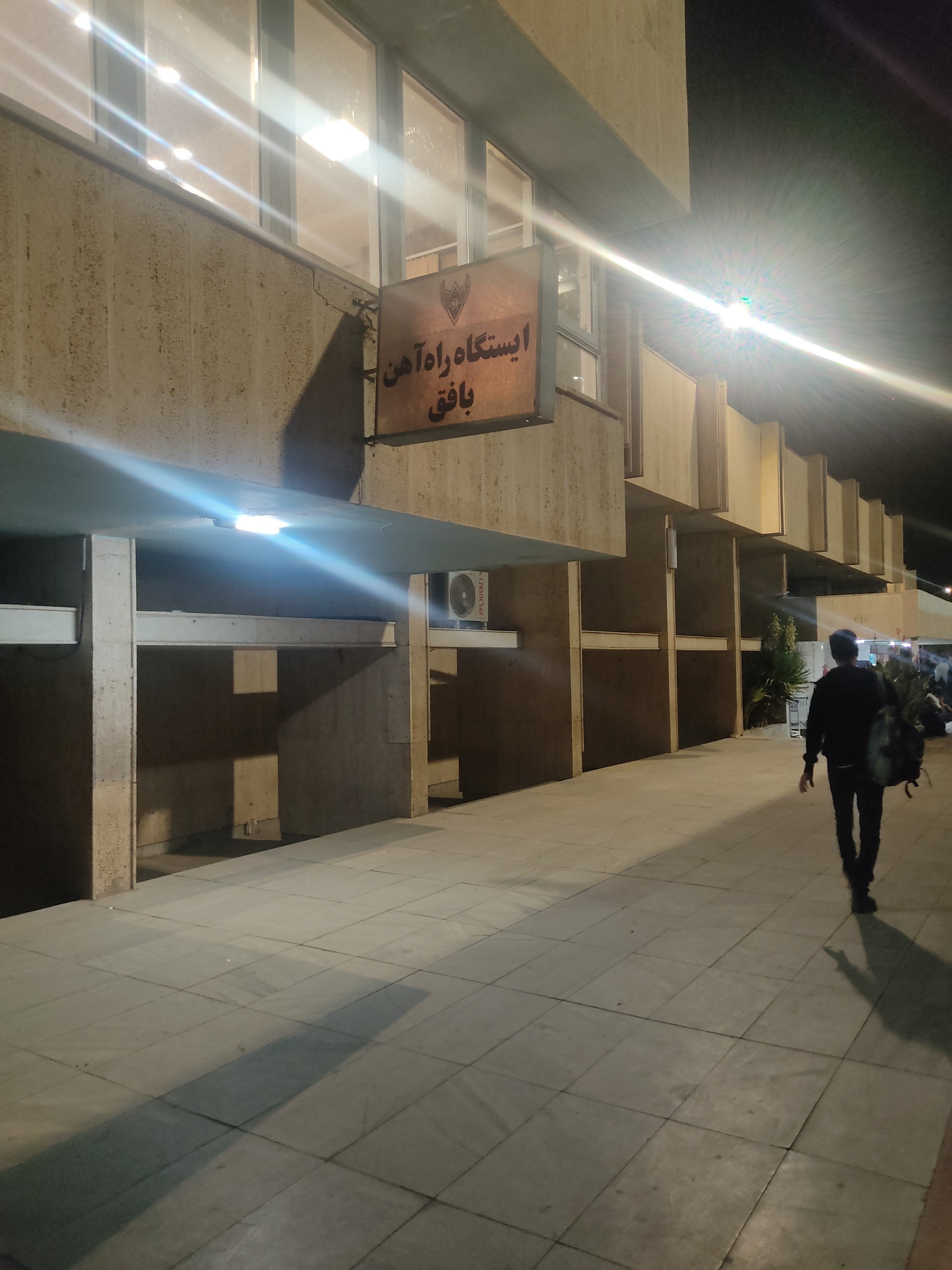